# Alan Baxter
Alan Edwin Baxter (* 19. November 1908 in East Cleveland, Ohio; † 7. Mai 1976 in Los Angeles, Kalifornien) war ein US-amerikanischer Schauspieler.

## Leben
Alan Baxter, der Sohn eines Vizepräsidenten der Cleveland Trust Company, wurde East Cleveland geboren. Nach dem Abitur studierte er Schauspiel am Williams College in Williamstown, Massachusetts. Dort freundete er sich mit dem späteren Regisseur Elia Kazan an. Nachdem sie beide im Jahr 1930 das Studium abgeschlossen hatten, besuchten sie gemeinsam die Yale School of Drama. Baxter schloss sich in den frühen 1930er Jahren dem damals noch jungen Group Theatre an und spielte in Produktionen wie Lone Valley, The Pure in Heart oder Waiting for Lefty mit. Seine Leistung in Black Pit fand im Jahr 1935 Beachtung durch einen Hollywood-Talentscout, was seine Schauspielerlaufbahn verändern sollte. 
Unmittelbar danach begab er sich nach Hollywood und gab sein Debüt als „Babe Wilson“ im Film Mary Burns, Fugitive. Zwar spielte er in einigen B-Movies auch Hauptrollen, doch erfolgreicher war Baxter als Darsteller von sinistren oder wenig vertrauenswürdigen Nebenfiguren. So spielte er etwa einen korrupten Journalisten in der Krimikomödie Der Schatten des dünnen Mannes (1941), einen der amerikanischen Nazi-Unterstützer in Alfred Hitchcocks Thriller Saboteure (1942) und einen Gangsterboss in Robert Wises Ring frei für Stoker Thompson (1949). In den 1950er- und 1960er-Jahren war er seltener in Filmen zu sehen, seine letzte Rolle war der Thriller Willard im Jahr 1971. Hingegen war er ab den 1950er-Jahren häufiger im US-Fernsehen anzutreffen und spielte in Serien wie Perry Mason, Bonanza, Die Leute von der Shiloh Ranch, Meine drei Söhne, Mannix und Ihr Auftritt, Al Mundy.
Nach der Diagnose Krebs starb Baxter ein paar Jahre später im Mai 1976 im Alter von 67 Jahren. Er war zweimal verheiratet, von 1936 bis 1953 mit Barbara Williams und von 1955 bis 1976 mit Christy Palmer, die ebenfalls Schauspielerin war.

## Filmografie (Auswahl)
- 1935: Unterweltstragödie (Mary Burns, Fugitive)
- 1936: Kampf in den Bergen (The Trail of the Lonesome Pine)
- 1936: Große braune Augen (Big Brown Eyes)
- 1936: Thirteen Hours by Air
- 1936: Mordprozess Harms (The Case Against Mrs. Ames)
- 1936: Parole!
- 1937: Breezing Home
- 1937: Der letzte Gangster (The Last Gangster)
- 1937: Men in Exile
- 1937: Night Key
- 1937: It Could Happen to You!
- 1937: Der letzte Gangster (The Last Gangster)
- 1937: Big Town Girl
- 1938: I Met My Love Again
- 1938: Wide Open Faces
- 1938: Gangs of New York
- 1939: Todesangst bei jeder Dämmerung (Each Dawn I Die)
- 1939: Off the Record
- 1939: Boy Slaves
- 1939: Laßt uns leben (Let Us Live)
- 1939: My Son Is a Criminal
- 1939: Nur dem Namen nach (In Name Only)
- 1940: The Lone Wolf Strikes
- 1940: Abe Lincoln in Illinois
- 1940: Free, Blonde and 21: Mickey Ryan
- 1940: Escape to Glory
- 1940: The Man Who Talked Too Much
- 1940: Land der Gottlosen (Santa Fe Trail)
- 1941: Under Age
- 1941: Die Rächer von Missouri (Bad Men of Missouri)
- 1941: Rags to Riches
- 1941: The Pittsburgh Kid
- 1941: Borrowed Hero
- 1941: Der Schatten des dünnen Mannes (Shadow of the Thin Man)
- 1942: Prisoner of Japan
- 1942: Stand by All Networks
- 1942: China Girl
- 1942: Saboteure (Saboteur)
- 1943: Und das Leben geht weiter (The Human Comedy)
- 1943: Behind Prison Walls
- 1943: Pilot No. 5
- 1943: Submarine Base
- 1943: Women in Bondage
- 1944: Winged Victory
- 1947: The Prairie
- 1948: Close-Up
- 1949: Dem Rauschgift verfallen (She Shoulda Said No!)
- 1949: Ring frei für Stoker Thompson (The Set-Up)
- 1957: The End of the Line
- 1957: Rächer der Enterbten (The True Story of Jesse James)
- 1958: Zu jung (The Restless Years)
- 1959: Auf heißer Fährte (Face of a Fugitive)
- 1960: Der Kommandant (The Mountain Road)
- 1960: Kein Fall für FBI (The Detectives, TV-Serie, eine Folge)
- 1961: Urteil von Nürnberg (Judgment at Nuremberg)
- 1966: Dieses Mädchen ist für alle (This Property Is Condemned)
- 1966: Verrückter wilder Westen (The Wild Wild West, TV-Serie, eine Folge)
- 1966: Daniel Boone (TV-Serie, eine Folge)
- 1967: Mordbrenner von Arkansas (Welcome to Hard Times)
- 1969: Westwärts zieht der Wind (Paint Your Wagon)
- 1970: Chisum
- 1971: Willard